# 鴨城
鴨城（かもじょう）は、富山県高岡市福岡町加茂にあった日本の城。高岡市指定史跡。とやま城郭カードNo.33。

## 規模
加茂集落を見下ろす山上（標高155メートル）に在った山城。山の麓には「草山の古城」と呼ばれている城跡が在り、これは切岸が認められる程度の小規模なものである。西側にある元取山との間には鴨城に関連した施設と思われる越中国元取山砦が在る。城域は元取山にかけての尾根上に広がっており、曲輪、西側に大きな空堀、切岸が残る。

## 歴史
貞治2年（1363年）、当時越中国守護であった斯波義将が配下の二宮円阿に「鴨城衆」を命じて「頭高城」を攻めさせ、これを焼き払ったという。恐らくこの頃に築城されたものと思われる。「頭高城」については不明だが、鴨城から約4キロメートル程北東に在った越中国頭川城の事か。
長禄年間（1457年 - 1460年）、加賀国半国守護だった赤松政則が「城ヶ平」に一時期居住したという。居住場所の位置は「五位庄高畑村ノ上」との記録が在り「高畑村」は現在の加茂集落辺りに比定される。現在「城ヶ平」の地名は、城郭の建っていた場所を示すが、隣接地に在った越中国赤丸城に残っている。赤丸は「後院領越中吉岡荘」の中心として機能していた事から、両城のいずれを指すかは不明。延徳3年（1491年）、「カモ山のフタツ城」との記録が在る。
廃城年代は不明だが、戦国期以降に使用された形跡は認められていない。

## 現在
遊歩道、案内板、ベンチなどが作られており、整備されている。